# John Paul Kavanagh
John Paul Kavanagh (* 12. März 1956) ist ein irischer Diplomat.

## Leben
Kavanagh studierte am University College Dublin und erhielt 1977 seinen Bachelor of Arts (Hons) in neuzeitlicher Geschichte und Französische Literatur. Nach Beendigung seines Studiums wurde Kavanagh im Außenministerium tätig und bekleidete im Lauf der Jahre diverse Posten. Unter anderem war er von 1979 bis 1982 dritter Sekretär an der irischen Botschaft in Peking.
Von 1996 bis 1998 war er Leiter des Büros der Vereinten Nationen in Tokio.
Von 2004 bis 2006 fungierte Kavanagh im Rang eines Botschafters als Repräsentant bei dem Political & Security Committee der Europäischen Union in Brüssel. Danach war er von 2006 bis 2007 ständiger Vertreter Irlands bei den Vereinten Nation in Genf, sowie bei der WTO. 2007 löste er David Cooney als ständigen Vertreter Irlands bei den Vereinten Nationen in New York ab. Zwei Jahre später wechselte Kavanagh in das Amt des irischen Botschafters in Frankreich, mit gleichzeitiger Akkreditierung in Monaco. Die von ihm hierbei ersetzte Anne Anderson wurde die neue ständige Vertreterin Irlands bei den Vereinten Nationen in New York. Kavanagh selbst bekleidete den Posten bis 2013.
Seit 2013 ist er irischer Botschafter in der Volksrepublik China und gleichzeitig als nichtresidierender Botschafter in der Mongolei akkreditiert.
Kavanagh ist verheiratet und Vater zweier Söhne. Er ist Großoffizier des Ordre national du Mérite.